# مگورچارا پونجی
ماگرچهرا پنجی (به لاتین: Magurchara Punji) یک منطقهٔ مسکونی در بنگلادش است که در استان سیلهت واقع شده‌است. ماگرچهرا پنجی ۱۵۵ نفر جمعیت دارد.